# Bavay
Bavay là một xã trong vùng Hauts-de-France, thuộc tỉnh Nord, quận Avesnes-sur-Helpe, tổng Bavay. Tọa độ địa lý của xã là 50° 17' vĩ độ bắc, 3° 74' kinh độ đông. Bavay nằm trên độ cao trung bình là 123 mét trên mực nước biển, có điểm thấp nhất là 108 mét và điểm cao nhất là 156 mét. Xã có diện tích 10,12 km², dân số vào thời điểm 1999 là 3581 người; mật độ dân số là 354 người/km².

## Thông tin nhân khẩu
| 1962  | 1968  | 1975  | 1982  | 1990  | 1999  | 2007  |
| ----- | ----- | ----- | ----- | ----- | ----- | ----- |
| 3.024 | 3.377 | 3.746 | 4.193 | 3.751 | 3.581 | 3.667 |